# Licette Limozin
 (juin 2022).
Licette Limozin est une chanteuse, interprète de mélodies et opérettes, née Alice Delannoy le 18 novembre 1904 à Arpajon et morte le 24 juillet 1936 au large de l'île-d'Houat. Elle est la sœur du compositeur Marcel Delannoy.

## Biographie

### Famille
Alice Delannoy naît le 18 novembre 1904 à Arpajon (Essonne). Son frère Marcel Delannoy est compositeur.
En 1924 elle épouse Jean Limozin, journaliste pour le quotidien Excelsior, également librettiste et parolier. Ensemble, ils ont un fils, Bernard, né en 1926 et une fille, Catherine. Par son mariage, elle devient la belle-sœur de la peintre pastelliste Andrée Limozin-Balas. Dès lors elle prend pour nom d'artiste Licette Limozin.

### Carrière
Licette Limozin est la première interprète de son frère Marcel lorsqu’il commence à composer.
Elle enregistre plus de soixante disques, principalement chez Pathé et, outre ses tours de chant au music-hall, elle chante, notamment pour les enfants à la radio.
Connue pour amuser les enfants en leur chantant des airs naïfs, Licette Limozin par sa voix douce, agréable et prenante charme leurs parents avec des refrains populaires. Au micro, avec Mitoune (Blanche Montel) dans Les vedettes parisiennes devant les jeunes filles de France, chaque mardi de l'année 1935, elles chantent et divertissent les auditrices tout en présentant de jeunes artistes.
Elle est l’une des premières chanteuses à se produire à la télévision naissante.
Ses succès les plus marquants sont les chansons pour enfants Les Choux et Sur le Bassin des Tuileries.
Licette Limozin est actrice dans la pièce Les Coulisses de l'âme, une comédie vaudeville d'Henri Français sur une adaptation de Léonie Jean-Proix, jouée au Théâtre 1932 rue Denfert-Rochereau à Paris, le 17 janvier 1931, première danseuse aux côtés de Monique Mélinand, Nadine Farel, Marguerite Noël, Pierre Geay et Jean Willis sur un texte de Nicolas Evreïnoff.
Début 1936, elle prépare un numéro de music-hall avec Claude Pingault, Les Amoureux de cristal. 

### Mort
Elle meurt le 24 juillet 1936 en compagnie de son époux Jean et de leur fils Bernard âgé de 10 ans, au large de l'île de Houat (Morbihan) dans le naufrage de leur petit yacht Le Pacha.
Leur petite fille Catherine est la seule survivante de la famille. Les Limozin étaient sortis par gros temps pour une balade en mer ; leur naufrage est sans doute lié aux conditions climatiques.

## Discographie
- Les Choux, disque Pathé PA293 / mat. CPT 1326 Paris, juin 1934 - Paroles de V. Mensy sur une musique de Paul Delmet - Chanson d'enfant interprétée par Licette Limozin avec accompagnement d'Orchestre
- La Petite Île, paroles de Jean Nohain sur une musique de Mireille - enregistrement en 1935 de l'émission " le 1/4 d'heure des enfants terribles"
- Vive l'opérette, série les plus Grands Succès - avec Jany Delille[6], Licette Limozin, Alibert, Toscani, Godfroy Andolfi, Dédé
- L'amour nous appelle, en duo avec Guy Berry, Licette Limozin -  enregistrement de 23 chansons d'amour en chansons et en duos titrés Parce que je vous aime -
- Kiri-Kirikan et Histoire d'Arthur, Pathé X 94 360 Shellac 10" 78 RPM interprété par Licette Limozin et La Troupe Enfantine du Théatre du petit monde[7]. Parole et musique de E. Jacques Delcrose[8]
- Près de la cascade[9] - reprise de 1934, chanson du film anglais Foot light parade- Prologues. Paroles françaises de Suzanne Flour - Musique Sammy Fain.